# Danmarks herrlandslag i innebandy

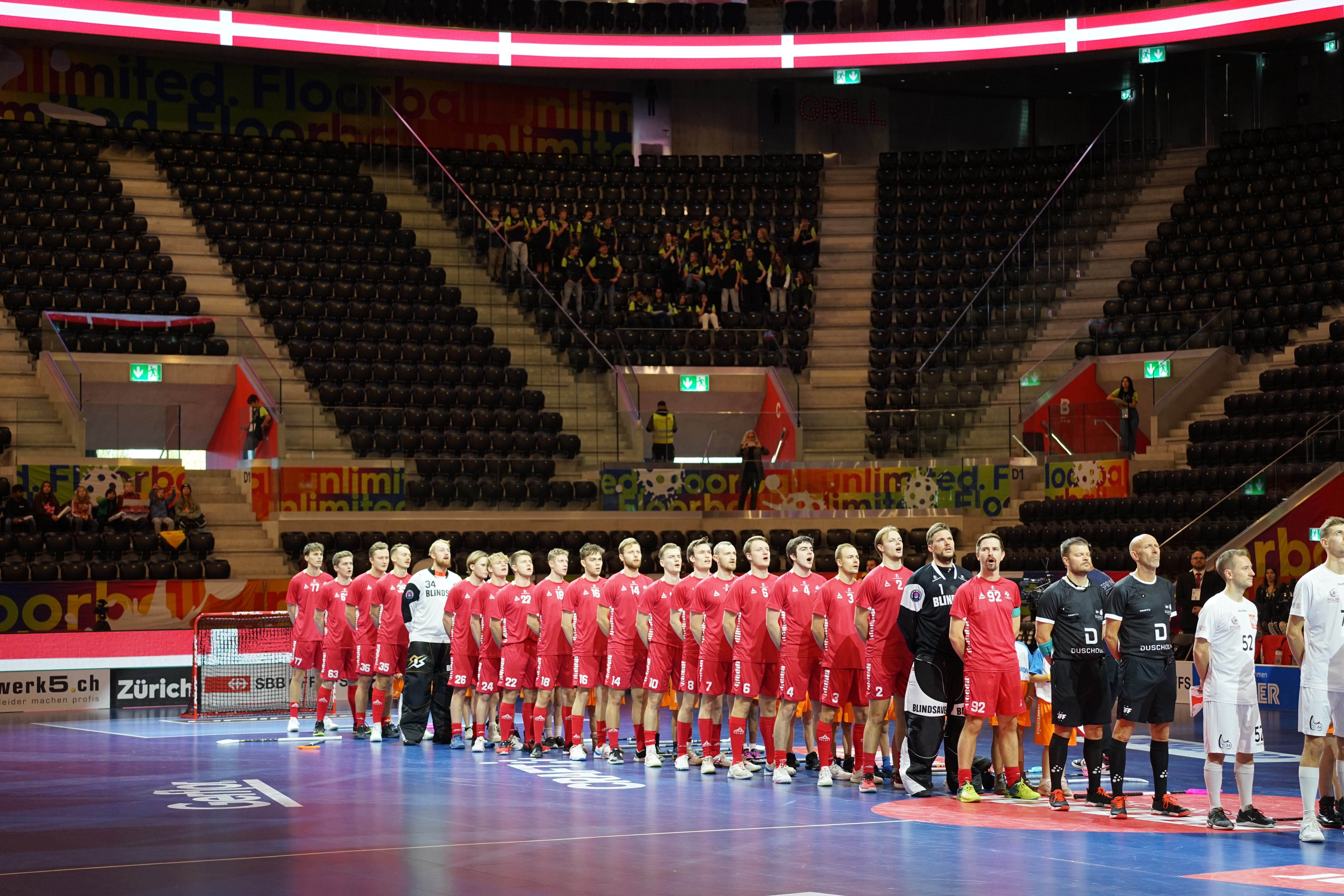
Danmarks Landslag, VM 2022

Danmarks herrlandslag i innebandy representerar Danmark i innebandy på herrsidan.

## Historik
Laget spelade sin första landskamp den 6 februari 1993, då man föll med 3-7 mot  Norge i Grenå. Bästa placering i VM är fyra, vilket har uppnåtts två gånger, 1998 och 2000.
Danska innebandyförbundet gjorde under tidigt 90-tal reklam i svenska tidningar, i hopp om att väcka intresset hos Dansk-Svenska medborgare, intresserade att representera landslaget. 
Den Svensk-Danska medborgaren Christian Kronhoff gjorde sin debut i det danska landslaget säsongen 1993-1994.

### Fotnoter
1. ↑  Olsson, Persson, Olsson, Persson. Innebandy. Rabén & Sjögren